# Ager Falernus

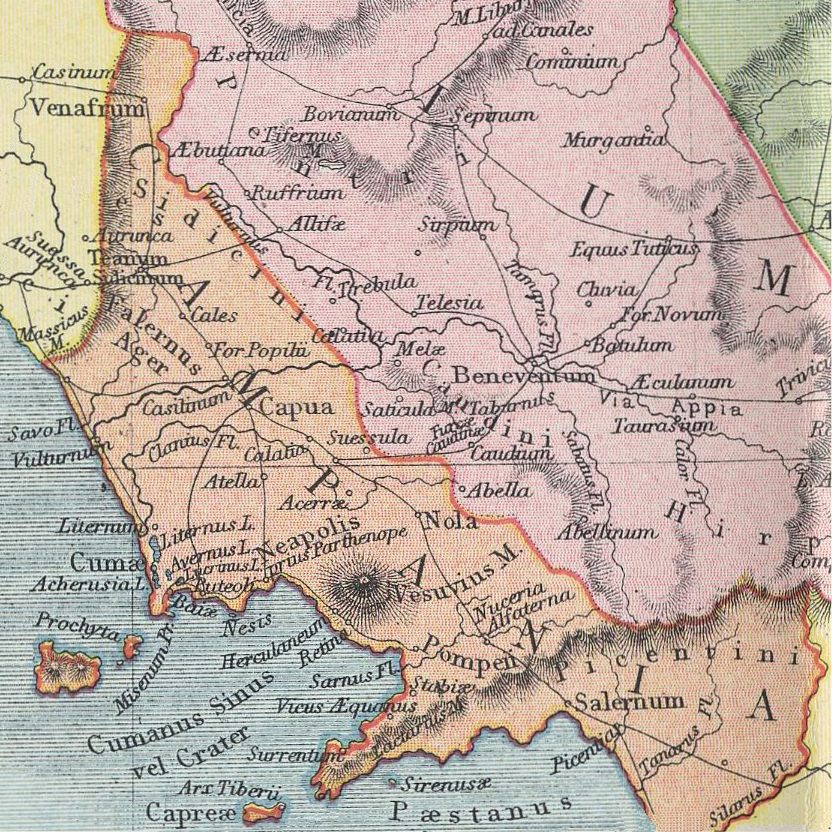
Lage des Ager Falernus (oben links)

Der ager Falernus (lateinisch für falernisches Feld) war die Bezeichnung für eine der fruchtbarsten Landschaften Italiens. Das Feld lag im Norden Kampaniens zwischen dem Berg Callicula und dem Fluss Volturnus.
In der Antike war der ager Falernus für den Falerner, einen von antiken Autoren besonders gelobten Weißwein, bekannt.
217 v. Chr. marschierte Hannibal mit seinem Heer in diese Region und plünderte sie, woraufhin der Diktator Quintus Fabius Maximus ihn einkesselte. Hannibals Ausbruch, den er durch eine List erreichte, wird als Schlacht am Ager Falernus bezeichnet.